# Lipoproteína(a)

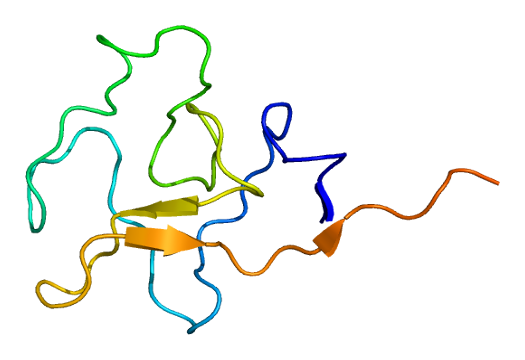
Estructura de la lipoproteína(a)

La lipoproteína(a), también llamada Lp(a), es una lipoproteína que presenta muchas similitudes con la lipoproteína de baja densidad (LDL), pero se diferencia de esta en que presenta una apolipoproteína adicional que recibe el nombre de apo(a). Los niveles elevados de lipoproteína (a) en sangre se relacionan con aumento del riesgo de enfermedad cardiovascular por aterosclerosis.

## Historia
Fue descubierta en 1963 por Kare Berg.

## Estructura
Tiene forma esférica y es rica en ésteres de colesterol y fosfolípidos. Se asemeja mucho a la LDL, pero tiene en su superficie una glucoproteina específica llamada apolipoproteina(a) que está unida mediante un puente disulfuro a la apoB100. La apo(a) presenta una homología con el plasminógeno cercana al 80%, guarda también similitudes con la protrombina y el factor XII de la coagulación.

## Concentración en sangre
La concentración de lipoproteína(a) en sangre es muy variable y oscila entre 0 y 400 mg/dl. Su nivel está determinado principalmente por factores genéticos y no desciende con las medidas que se emplean habitualmente para disminuir el nivel en sangre de LDL, como la dieta, estatinas y ejercicio físico.

## Función
La función específica que desarrolla es desconocida, pero se sabe que constituye un factor independiente de riesgo vascular y favorece la ateroesclerosis, sobre todo cuando su concentración en sangre es superior a 50 mg/dl.